# 新富町駅
新富町駅（しんとみちょうえき）は、東京都中央区築地一丁目にある、東京地下鉄（東京メトロ）有楽町線の駅である。駅番号はY 20。

## 歴史
- 1980年（昭和55年）3月27日：帝都高速度交通営団（営団地下鉄）有楽町線が銀座一丁目駅から延伸した際の終着駅として開業[1]。
  - 計画時点では「明石町」と仮称されていたが、地元の要望などがあり現駅名となった。
- 1988年（昭和63年）6月8日：有楽町線が新木場駅まで延伸し、途中駅となる[2][3]。
- 2004年（平成16年）4月1日：営団地下鉄の民営化に伴い、東京地下鉄（東京メトロ）に継承される[4]。
- 2007年（平成19年）3月18日：ICカード「PASMO」の利用が可能となる[5]。
- 2013年（平成25年）6月29日：ホームドアの使用を開始[6]。
- 2018年（平成30年）3月17日：東京メトロ日比谷線築地駅との乗り換え業務を開始[7]。

## 駅構造
相対式ホーム2面2線を有する地下駅。有楽町線の駅で相対式ホームを有するのは氷川台駅と当駅のみである。若干カーブがかかっているため、2番線ホームは、終日駅員による立ち番がいる。
当駅は鉄筋コンクリート製ボックスラーメン構造を採用している。この構造では、頂板（天井のコンクリートスラブ）の支間を小さくするため、2本の線路の間に柱部材を設けるのが原則である。しかしながら、当駅ではこの柱が見られない。これは、接続する本線部が複線シールド工法を用いており、駅部に柱を設けると複線シールドの断面も大きくしなければならず、これを回避したことによる。
中間に柱がないため、車両の撮影にも適していることから、鉄道ファンから「聖地」と呼ばれることもあり、2025年には東京メトロが終電後に撮影会を開催した。
当駅が終着駅であった時には銀座一丁目寄りに折り返し用の渡り線があったが、新木場駅への延伸により途中駅になるのに合わせて不要となったため、撤去された。
有楽町線の新木場駅近くは東京湾が近く、高潮などの水害対策として、当駅の月島寄りにはトンネルの全断面を閉鎖する「防水扉」を設置している。通常はトンネル上部の機械室に収容しており、非常時には下降させてトンネルへの浸水を防ぐものである。

### のりば
| 番線 | 路線     | 行先                       |
| ---- | -------- | -------------------------- |
| 1    | 有楽町線 | 新木場方面                 |
| 2    | 有楽町線 | 和光市・森林公園・飯能方面 |

（出典：東京メトロ:構内図）

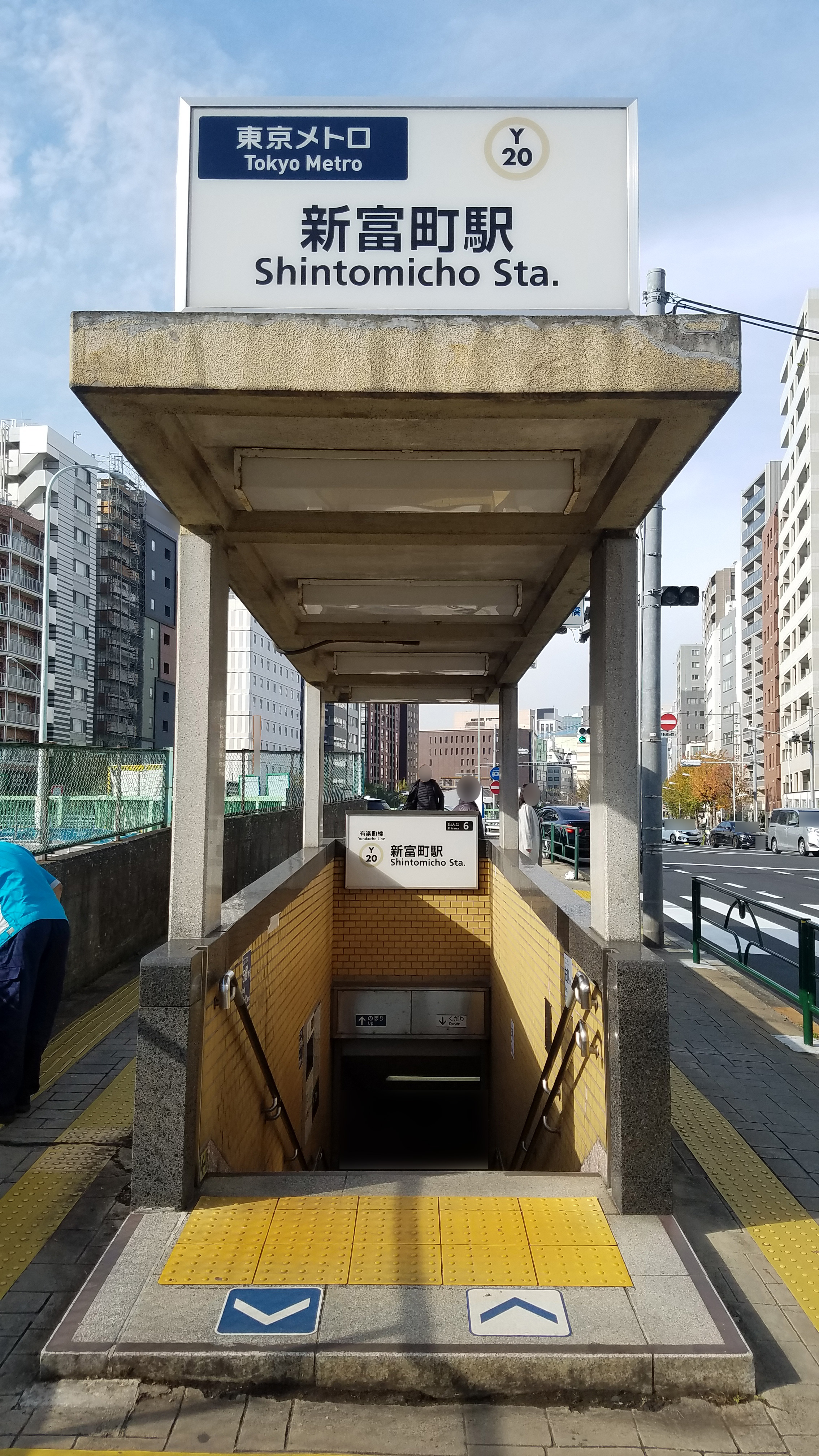
6番出入口（2021年12月）
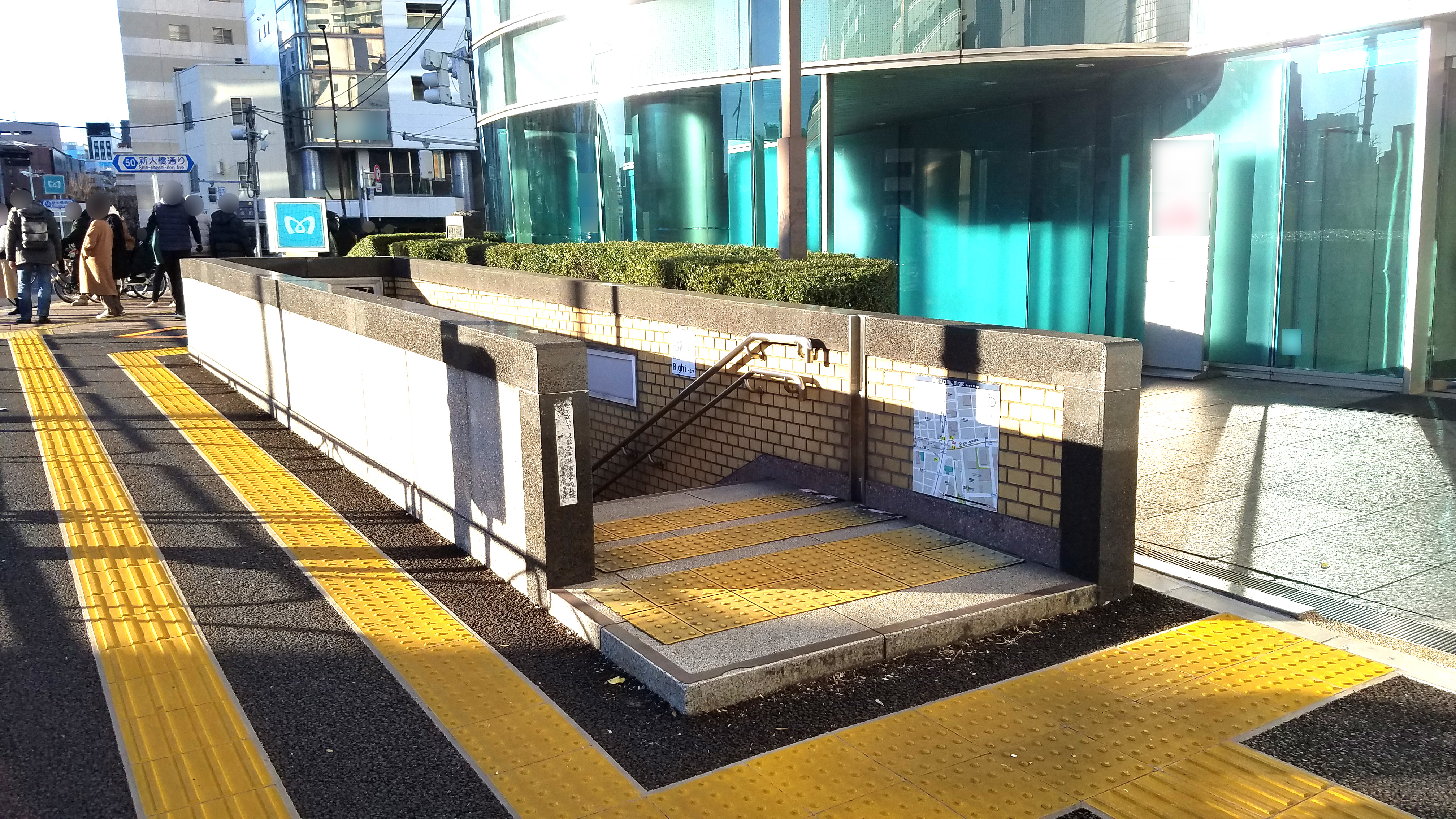
7番出入口（2022年1月）
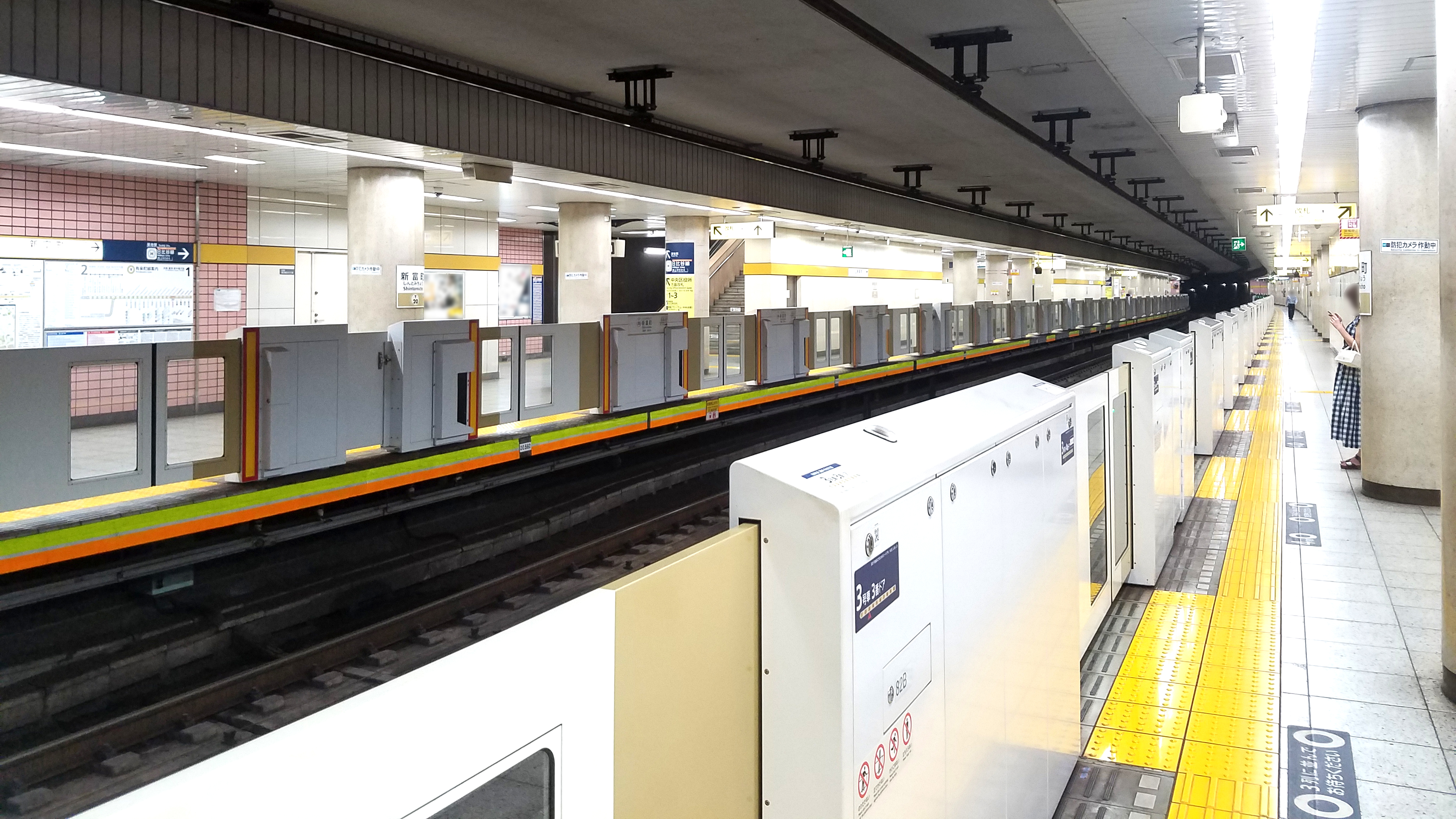
ホーム（2020年8月）

### 発車メロディ
2013年（平成25年）6月29日からスイッチ制作の発車メロディ（発車サイン音）を使用している。
曲は1番線が「雨が上がれば」（塩塚博作曲）、2番線が「目覚めの電車」（福嶋尚哉作曲）である。

## 利用状況
2024年度の1日平均乗降人員は36,625人であり、東京メトロ全130駅中102位。
- 日比谷線との乗換人員を含んだ2019年度の1日平均乗降人員は49,302人である[14]。他線との接続がある有楽町線の駅では最少で、単独駅である麹町駅よりも利用者数が少ない。

近年の1日平均乗降・乗車人員は下表の通りである。
| 年度               | 1日平均 乗降人員 | 1日平均 乗車人員 | 出典                     |
| ------------------ | ---------------- | ---------------- | ------------------------ |
| 1990年（平成02年） |                  | 19,342           | [ 東京都統計 1 ]         |
| 1991年（平成03年） |                  | 19,967           | [ 東京都統計 2 ]         |
| 1992年（平成04年） |                  | 20,156           | [ 東京都統計 3 ]         |
| 1993年（平成05年） |                  | 19,795           | [ 東京都統計 4 ]         |
| 1994年（平成06年） |                  | 19,625           | [ 東京都統計 5 ]         |
| 1995年（平成07年） |                  | 19,899           | [ 東京都統計 6 ]         |
| 1996年（平成08年） |                  | 19,526           | [ 東京都統計 7 ]         |
| 1997年（平成09年） |                  | 19,216           | [ 東京都統計 8 ]         |
| 1998年（平成10年） |                  | 19,268           | [ 東京都統計 9 ]         |
| 1999年（平成11年） |                  | 18,620           | [ 東京都統計 10 ]        |
| 2000年（平成12年） |                  | 18,466           | [ 東京都統計 11 ]        |
| 2001年（平成13年） |                  | 18,356           | [ 東京都統計 12 ]        |
| 2002年（平成14年） | 37,868           | 18,077           | [ 17 ] [ 東京都統計 13 ] |
| 2003年（平成15年） | 37,951           | 18,175           | [ 17 ] [ 東京都統計 14 ] |
| 2004年（平成16年） | 37,673           | 18,608           | [ 東京都統計 15 ]        |
| 2005年（平成17年） | 38,815           | 19,088           | [ 東京都統計 16 ]        |
| 2006年（平成18年） | 39,781           | 19,586           | [ 東京都統計 17 ]        |
| 2007年（平成19年） | 40,944           | 20,432           | [ 東京都統計 18 ]        |
| 2008年（平成20年） | 41,289           | 20,507           | [ 東京都統計 19 ]        |
| 2009年（平成21年） | 40,549           | 20,107           | [ 東京都統計 20 ]        |
| 2010年（平成22年） | 39,300           | 19,493           | [ 東京都統計 21 ]        |
| 2011年（平成23年） | 37,440           | 18,652           | [ 東京都統計 22 ]        |
| 2012年（平成24年） | 37,707           | 18,653           | [ 東京都統計 23 ]        |
| 2013年（平成25年） | 38,623           | 19,159           | [ 東京都統計 24 ]        |
| 2014年（平成26年） | 38,517           | 19,132           | [ 東京都統計 25 ]        |
| 2015年（平成27年） | 40,183           | 19,975           | [ 東京都統計 26 ]        |
| 2016年（平成28年） | 41,214           | 20,485           | [ 東京都統計 27 ]        |
| 2017年（平成29年） | 41,479           | 20,627           | [ 東京都統計 28 ]        |
| 2018年（平成30年） | 40,846           | 20,271           | [ 東京都統計 29 ]        |
| 2019年（令和元年） | 43,838           | 21,705           | [ 東京都統計 30 ]        |
| 2020年（令和02年） | 29,547           |                  |                          |
| 2021年（令和03年） | 30,162           |                  |                          |
| 2022年（令和04年） | 33,659           |                  |                          |
| 2022年（令和04年） | 35,708           |                  |                          |
| 2024年（令和06年） | 36,625           |                  |                          |

## 駅周辺
築地と新富の境界に立地する。
- 築地駅（日比谷線）- 乗換駅
- 中央区役所
- 京橋税務署
- 東京都中央都税事務所
- 築地警察署
- 中央区立京橋図書館
- 中央新富二郵便局
- 銀座ブロッサム（中央会館）
- 中央区京橋プラザ区民館
- 銀座キャピタルホテル
- 本願寺築地別院
- 鐵砲洲稲荷神社
- 築地教会
- 聖路加国際病院
- 聖路加国際大学
- 聖路加ガーデン
- 東京都道・千葉県道50号東京市川線（新大橋通り）
- 佃大橋
- 勝鬨橋
- リコス 入船3丁目店

## バス路線
最寄りのバス停留所は、1番出入口付近に位置する中央区役所バス停と、3番出入口北側に位置する新富町バス停である。以下の路線バスが乗り入れ、日立自動車交通、東京都交通局により運行されている。
中央区役所
- 江戸バス
  - 北循環：八丁堀駅・東京駅八重洲北口・新日本橋駅方面
  - 南循環：鉄砲洲・月島スポーツプラザ・勝どき駅方面

新富町
- 都営バス
  - 錦11：築地駅前行 / 亀戸駅前行・錦糸町駅前行

## 隣の駅
東京地下鉄（東京メトロ）
 有楽町線
銀座一丁目駅 (Y 19) - 新富町駅 (Y 20) - 月島駅 (Y 21)